# Beaumont et Fletcher

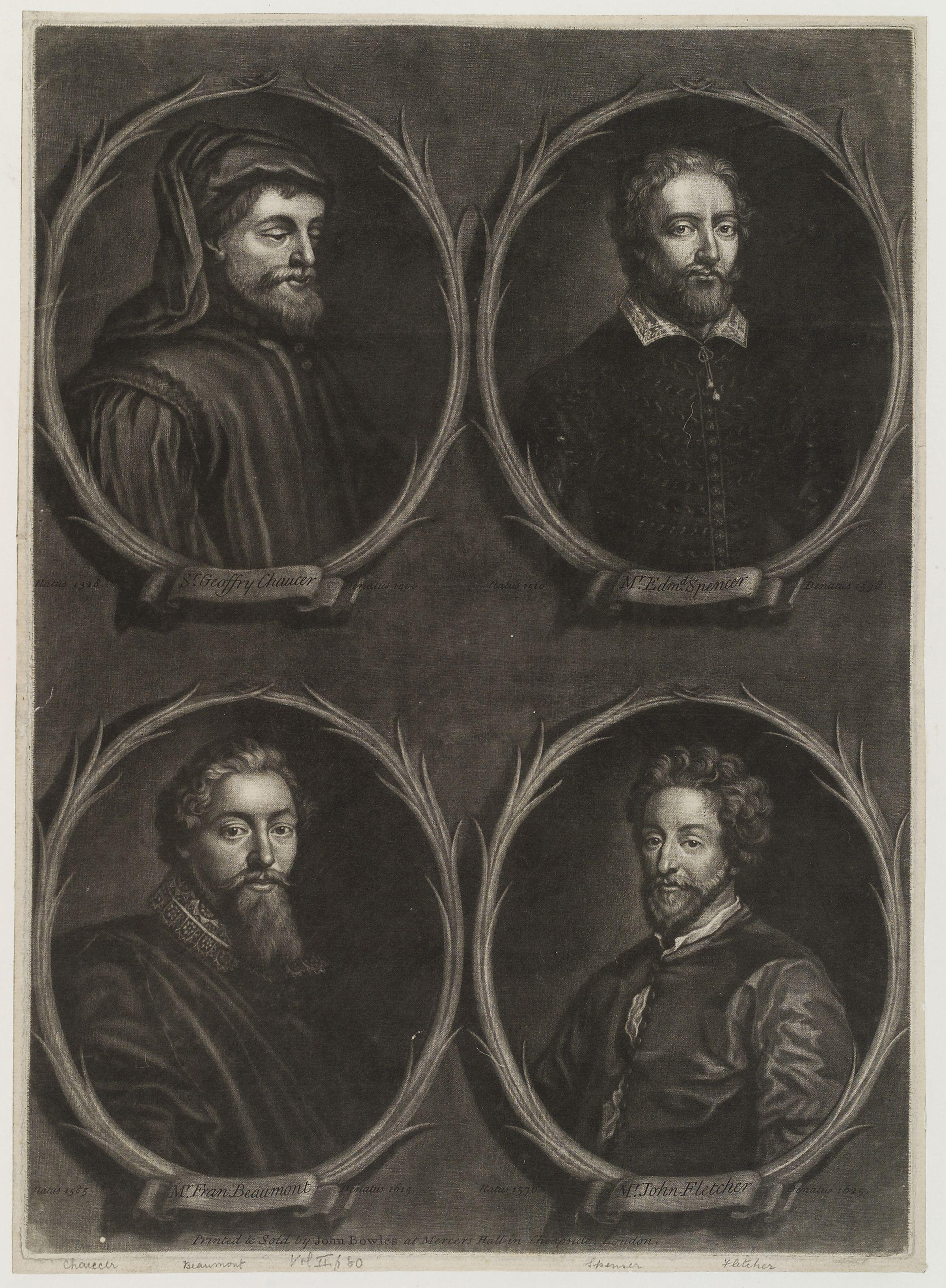
Edmund Spenser, Geoffrey Chaucer, John Fletcher et Francis Beaumont

Francis Beaumont et John Fletcher sont deux dramaturges anglais qui collaborèrent à l'écriture et la création de pièces de théâtre durant le règne de Jacques Ier d'Angleterre.
Ils sont devenus très tôt célèbres comme collaborateurs, à tel point qu'on a appliqué leurs deux noms à l'ensemble des œuvres de Fletcher, y compris celles qu'il avait composées seul ou en collaboration avec d'autres comme Philip Massinger, Nathan Field, etc.
La première édition in-folio de Beaumont et Fletcher (1647) contenait 35 pièces et la seconde (1679) 53. D'autres œuvres ont porté le total « canonique » à environ 55. Si les spécialistes et les critiques n'arriveront probablement jamais à s'entendre sur la paternité de toutes ces pièces - en particulier devant les difficultés que posent certains cas – la critique contemporaine estime à 12 à 15 les pièces qui sont l'œuvre commune des deux auteurs.

## Œuvre

### Théâtre

#### Pièces écrites en collaboration attribuées avec certitude à Beaumont et Fletcher
- The Woman Hater (1607)
- Cupid's Revenge (1615)
- The Scornful Lady (1616)
- The Maid's Tragedy (1619)
- A King and No King (1619)
- Philaster, or Love Lies a-Bleeding (1629)
- The Captain (1647)
- Love's Pilgrimage (1647)
- The Noble Gentleman (1647)

#### Pièces d'authenticité presque sûre ou ayant été largement révisées par Massinger
- Thierry and Theodoret (1621)
- The Coxcomb (1647)
- Beggars' Bush (1647)
- Love's Cure (1647)